# Шахша-Кади Батлаичинский
Шахша-Кади Батлаичинский (авар. Шахша-Къади Бакьайчlиса (1816 — 1848 сподвижник Имама Шамиля, муфтий Аварии.

## Биография
Известный В Дагестане учёный-богослов Шахша-Кади родился в 1816 году в селении Батлаич Аварского округа, в семье узденя Каракъа Мухаммада. С раннего детства Шахша проявлял интерес к религиозным наукам, обучаясь у алимов как в родном селе так и за его пределами. Шахша-кади имел всестороннее образование, его учителями были Лаченилав из Хариколо и Мухаммад из Тануси. Он глубоко изучил коранические науки, фикх, логику и астрономию. Библиотека Шахша-кади и его потомков относится к одному из крупных и хорошо сохранившихся собраний арабских сочинений в селе Батлаич. Среди этих книг немало сочинений с автографами Шахша-кади, которые содержат информацию о переписке и штудировании тех или иных сочинений, арабских рукописей и старопечатных книг. Благодаря бережному отношению потомков она была сохранена и передается из поколения к поколению. Его сын Кади имел хорошее образование и был сведущ в арабских науках. Внук Шахша-кади Садрудин имел глубокие знания в арабистике, сохранил и пополнил для потомков богатую библиотеку деда и отца. Овладев глубокими знаниями по фикху и шариату Шахша-Кади стал признанным и авторитетным учёным своего времени. В Северо-Кавказском Имамате Шахша-Кади занимал пост муфтия Аварии, был соратником Имама Шамиля и принимал активное участие во многих известных сражениях, таких как осада Ахульго и битва при Гергебиле и др.  Погиб Шахша-Кади в 1848 году в боях за Гергебиль, об этом пишет личный секретарь Имама Шамиля Мухаммад Тахир аль-Карахи в книге «Блеск дагестанских сабель в некоторых Шамилевских битвах». Это событие включил в свою поэму "Шамиль" народный поэт Дагестана Гамзат Цадаса

«Имамасул чабхъадул чангияс хвел босула,

                  Халкъалъе рухI бичарал бахIарзал гIемер ккола,

                  БакьагьечIиса Шахша, ЧIикIаса Абубакар,

                  Шамилил муфтизаби гьоркьоса ратIалъула»
— поэма "Шамиль" Гамзат Цадаса
«Имногие гибли из войска имама,

                  Геройски погибли они за народ.

                  Шахша из Батлаича, Абубакр из Чиркея,

                  Муфтии Шамиля пали в этом бою»
— поэма "Шамиль" подстрочный перевод
Шахша-кади был вынесен с поля боя его двоюродным братом Хатилавом, который на спине донес его до
родного села. Хатилав впоследствии потерял зрение и ослеп.
Похоронен Шахша-Кади на кладбище селения Батлаич Аварского округа, ныне Хунзахский район Республики Дагестан.

## Память
- Именем Шахша-Кади названа одна из улиц в селе Батлаич Хунзахского района[4].